# Naturreservat Beza Mahafaly
Das  Naturreservat Beza Mahafaly befindet sich im Süden Madagaskars in der Region Atsimo-Andrefana.
Er wurde 1986 gegründet und befindet sich ca. 35 km nordöstlich von der Ortschaft Betioky.
Er erstreckt sich über eine Gesamtfläche von 600 ha in zwei getrennten Gebieten.